# Clemens Meyer
Pour les articles homonymes, voir Meyer.
 (septembre 2024).
Si vous disposez d'ouvrages ou d'articles de référence ou si vous connaissez des sites web de qualité traitant du thème abordé ici, merci de compléter l'article en donnant les références utiles à sa vérifiabilité et en les liant à la section « Notes et références ».
Clemens Meyer, né le 20 août 1977 à Halle an der Saale (Saxe-Anhalt, alors en Allemagne de l'Est), est un écrivain allemand.
Il est l'auteur de Als wir träumten (Quand on rêvait, 2006), Die Nacht, die Lichter (La Nuit, les Lumières, 2008) et Gewalten (2010).

## Biographie
Meyer grandit à Anger-Crottendorf, un quartier ouvrier à l'est de Leipzig. Il est le petit-fils des artistes Otto et Gertraud Möhwald. Son père, un infirmier, était membre actif de l'Union chrétienne-démocrate d'Allemagne de la RDA. Sa mère a travaillé dans un jardin d'enfants à l'époque de la RDA et participé aux manifestations de 1989, avec d'autres militants, pour favoriser la réforme des droits civiques. Dès cette époque, Clemens Meyer a lui-même régulièrement participé aux manifestations aux côtés de sa mère et de sa sœur.
Il est très tôt fasciné par la littérature grâce à la vaste bibliothèque de son père. Pendant ses études, il s'intéresse aussi à la musique et apprend à jouer de la trompette. Après avoir obtenu son diplôme d'études secondaires en 1996, Meyer occupe divers petits métiers, dont celui d'ouvrier du bâtiment.
La difficile réunification de l'Allemagne qu'il a vécue dans l'ex-RDA est le point de départ de son premier roman, Als wir träumten (Quand on rêvait, 2006), qui sera adapté au cinéma en 2015 par Andreas Dresen sous le titre Le Temps des rêves (Als wir träumten). Ce roman — qui contient des références autobiographiques — raconte les errances d'une jeunesse de la période de la post-réunification qui s'adonne à la petite délinquance, à l'alcool, à la drogue, à la violence, et dont l'existence est rythmée par les soirées techno auto-organisées en alternance avec des séjours plus ou moins longs en prison.
De 1998 à 2003, Meyer étudie à l'Institut de littérature allemande de Leipzig, cheminement interrompu par un incarcération au centre de détention pour mineurs de Zeithain. Outre des bourses, il défraie le coût de ses études en travaillant comme agent de sécurité, déménageur et cariste.  Ce dernier emploi est la source de sa nouvelle intitulée In den Gängen dont il tire un scénario porté à l'écran en 2018 par Thomas Stuber sous le titre Une valse dans les allées (In den Gängen).
Clemens Meyer vit à Leipzig.

## Œuvre

### Romans
- Als wir träumten, Frankfurt am Main, S. Fischer, 2006  (ISBN 3-10-048600-5) Quand on rêvait, traduit par Alexandre Rosenberg et Sven Wachowiak, Paris, Piranha, 2015  (ISBN 978-2-37119-018-4)
- Im Stein, Frankfurt am Main, S. Fischer, 2013  (ISBN 978-3-10-048602-8)

### Recueils de nouvelles
- Die Nacht, die Lichter, Frankfurt am Main, S. Fischer, 2008  (ISBN 978-3-10-048601-1)
- Rückkehr in die Nacht, Leipzig, Connewitzer Verlagsbuchhandlung, 2013  (ISBN 978-3-937799-63-6)

### Journal
- Gewalten, Frankfurt am Main, S. Fischer, 2010  (ISBN 978-3-10-048603-5)

### Scénarios
- 2018 : Une valse dans les allées (In den Gängen), film réalisé par Thomas Stuber
- 2022 : Die stillen Trabanten, film réalisé par Thomas Stuber

## Prix
- 2008 : Prix de la Foire du livre de Leipzig (de) pour une œuvre de fiction : Die Nacht, die Lichter